# Billy the Kid (ballet)
Pour les articles homonymes, voir Billy the Kid (homonymie).

John Kriza interprétant Billy The Kid

Billy the Kid est un ballet écrit en 1938 par le compositeur Aaron Copland et le chorégraphe Eugene Loring pour le Ballet de la Caravane. La création eu lieu à New York en 1939. Avec Rodéo et Appalachian Spring, c'est l'une des œuvres de Copland les plus populaires et les plus jouées. 
Le ballet évoque le bandit Billy the Kid sur des mélodies folk américaines dont The Old Chisholm Trail.